# フレヴォラント州

フレヴォラント州
Provincie Flevoland

フレヴォラント州（フレヴォラントしゅう、オランダ語: Flevoland [ˈfleːvoːlɑnt] ( 音声ファイル)）は、オランダ中部の州。州都はレリスタット。
北東はフリースラント州、南西は北ホラント州、南はユトレヒト州、南東はヘルダーラント州、東はオーファーアイセル州と境界を接する。州全域がアイセル湖南東部分の、ゾイデル海開発により誕生した干拓地。オランダの12州の中で最も新しい州で、1986年1月1日に発足した。

## 州名
州名は、1932年以降アイセル湖となったゾイデル海が湖であった時代（5世紀より前）の古名、フレーヴォ湖 (Lacus Flevo) にちなんで、州発足時に命名された。
日本語で表記されるときに、英語風に「フレヴォランド」と語末が濁音となっている場合もある。

## 歴史
フレヴォラント州を構成する干拓地で最も古いものは、北東干拓地で1942年に造成された。その後、東干拓地が1957年に、南干拓地が1968年に造成されている。
ゾイデル海開発計画の当初の目的では、干拓地は殆どが農業用地になるはずであったが、アムステルダムに近い南干拓地ではアルメレとレリスタットの新興住宅地がかなりの面積を占めることになった。

## 地理
北東干拓地
面積：480 km2
基礎自治体：北東ポルダー、ユルク
排水ポンプ場：Buma（電動）, Smeenge（電動）, Vissering（ディーゼル機関）
東干拓地
面積：540 km2
基礎自治体：レリスタット、ドロンテン、（ゼーヴォルデの一部）
排水ポンプ場：Lovink（電動）, Colijn（電動）, Wortman（ディーゼル機関）
南干拓地
面積：430 km2
基礎自治体：アルメレ、ゼーヴォルデ、（レリスタットの一部）
排水ポンプ場：De Blocq van Kuffeler（ディーゼル機関）
東干拓地と南干拓地は排水系統が接続されており、同一の水位に保たれる一方、南干拓地に1箇所のポンプ場のバックアップ機能は東干拓地のポンプ場が受け持っている。

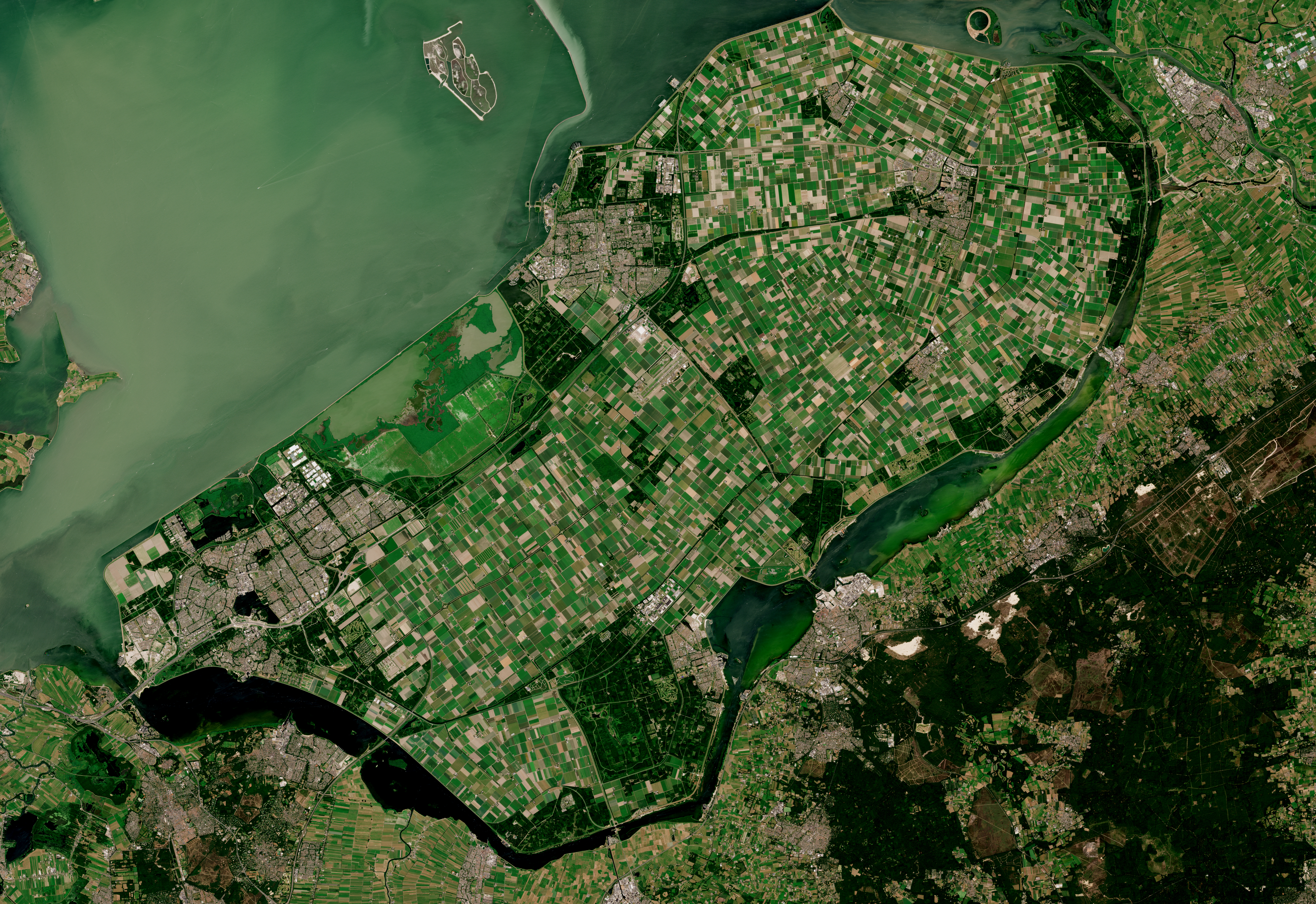
フレヴォポルダー(Flevopolder)、970 km² の干拓

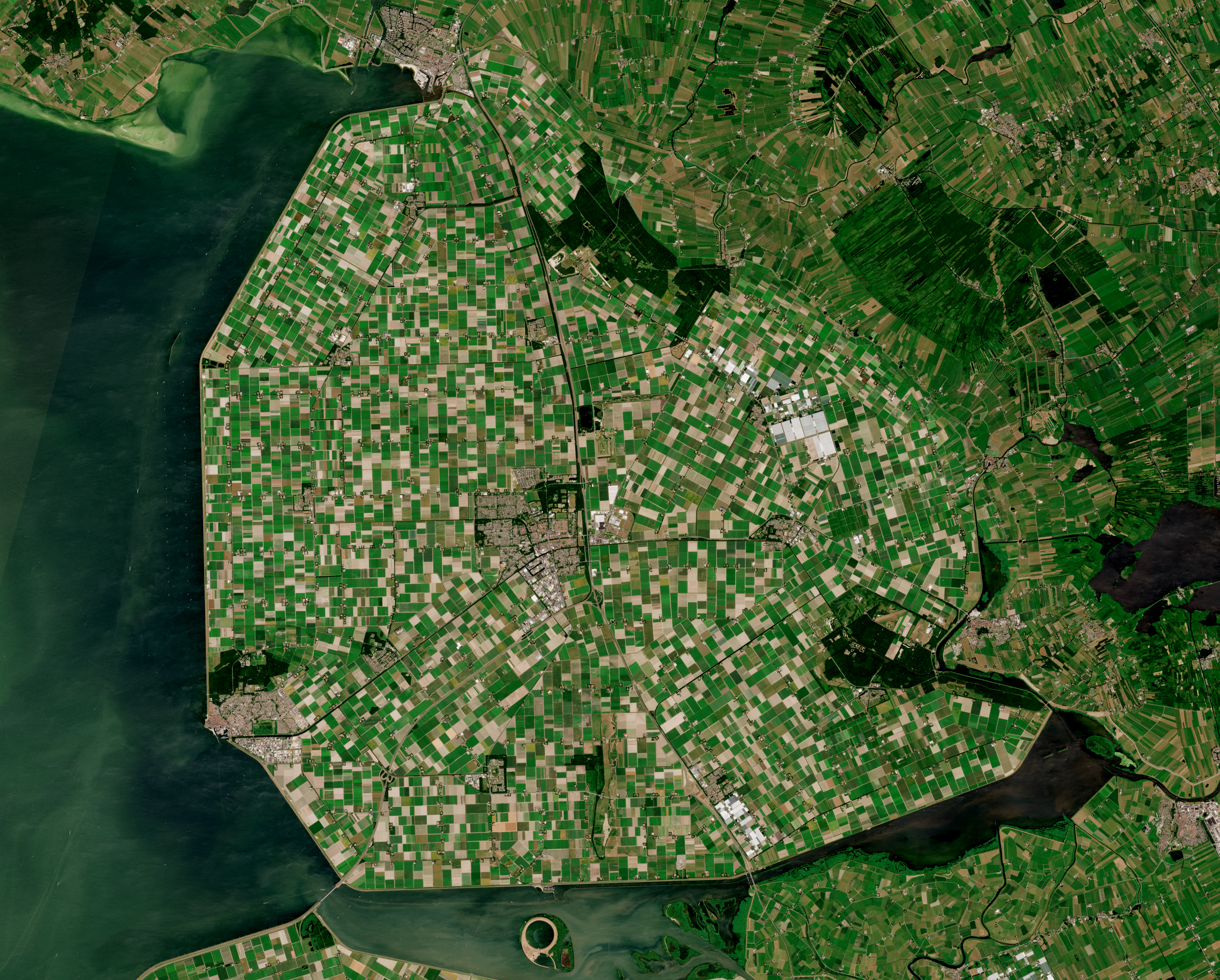
北東ポルダー、595.43 km² の干拓

## 基礎自治体
フレヴォラント州には、6の基礎自治体（ヘメーンテ）が属する。
1. アルメレ (Almere)
2. ドロンテン (Dronten)
3. レリスタット (Lelystad)
4. 北東ポルダー (Noordoostpolder)
5. ユルク (Urk)
6. ゼーヴォルデ (en:Zeewolde)

## 交通機関
主要道路
- 高速道路 A6, A27

オランダ鉄道の主要駅
南干拓地、東干拓地のみ鉄道路線がある（ヴィースプ（Weesp） ～ レリスタットの路線）
- レリスタット駅(nl:Station_Lelystad_Centrum)
- アルメレ中央駅(nl:Station_Almere_Centrum)